# Mursia musorstomia
Mursia musorstomia is een krabbensoort uit de familie van de Calappidae. De wetenschappelijke naam van de soort is voor het eerst geldig gepubliceerd in 1993 door Galil.